# 卡漢常數
卡漢常數（英語：Cahen's constant）是一個用正負號交替的無窮級數定義的常數，级数的各項是單位分數，分母為西爾維斯特數列的各項減1：
{\displaystyle C=\sum {\frac {(-1)^{i}}{s_{i}-1}}={\frac {1}{1}}-{\frac {1}{2}}+{\frac {1}{6}}-{\frac {1}{42}}+{\frac {1}{1806}}-\cdots \approx 0.64341054629.}
若二項二項的考慮上述級數，可以將卡漢常數視為由西爾維斯特數列偶數項為分母的正單位分數形成的級數，卡漢常數的數列為其古埃及分數的貪心法分解：
{\displaystyle C=\sum {\frac {1}{s_{2i}}}={\frac {1}{2}}+{\frac {1}{7}}+{\frac {1}{1807}}+{\frac {1}{10650056950807}}+\cdots }
此常數是由尤金·卡漢（Eugène Cahen）定義，也稱為卡漢-梅林積分（Cahen-Mellin integral），他最早觀察到此一級數(Cahen 1891)。

## 連分數展開
卡漢常數已知是超越數，其著名之處是它是自然出現的超越數中，少數可以求得完整连分数展開的數，若定義以下數列
1, 1, 2, 3, 14, 129, 25298, 420984147, ... （OEIS數列A006279）
定義方式是由以下的遞迴關係式
{\displaystyle q_{n+2}=q_{n}^{2}q_{n+1}+q_{n}}
則卡漢常數的连分数展開可以表示如下：
{\displaystyle [0,1,q_{0}^{2},q_{1}^{2},q_{2}^{2},\ldots ]}
Davison和Jeffrey Shallit曾用上述的連分數展開證明卡漢常數是超越數。
(Davison & Shallit 1991).

## 外部連結
- 埃里克·韦斯坦因. . MathWorld.
- , Plouffe's Inverter (Université du Québec à Montréal),   [2011-03-19], （原始内容存档于2011-03-17）